# Copenaghen Open 1993
Il Copenaghen Open 1993 è stato un torneo di tennis giocato sul sintetico indoor. È stata la 5ª edizione del Copenaghen Open che fa parte della categoria World Series nell'ambito dell'ATP Tour 1993. Si è giocato a Copenaghen in Danimarca dall'1 al 7 marzo 1993.

## Campioni

### Singolare maschile
Andrej Ol'chovskij ha battuto in finale  Nicklas Kulti con il punteggio di 7–5, 3–6, 6–2

### Doppio maschile
David Adams /  Andrej Ol'chovskij hanno battuto in finale  Martin Damm /  Daniel Vacek con il punteggio di 6–3, 3–6, 6–3